# Codice ATC P01
Il codice ATC P01 "Antiprotozoari" è un sottogruppo del sistema di classificazione Anatomico Terapeutico e Chimico, un sistema di codici alfanumerici sviluppato dall'OMS per la classificazione dei farmaci e altri prodotti medici. Il sottogruppo P01 fa parte del gruppo anatomico P, Antiparassitari, insetticidi e repellenti.
Codici per uso veterinario (codici ATCvet) possono essere creati ponendo la lettera Q di fronte al codice ATC umano: QP01...
Numeri nazionali della classificazione ATC possono includere codici aggiuntivi non presenti in questa lista, che segue la versione OMS.

## P01A Agenti contro l'amebiasi e altre malattie protozoarie

### P01AA Derivati dell'idrossichinolina
P01AA01 Brossichinolina
P01AA02 Cliochinolo
P01AA04 Clorchinaldolo
P01AA05 Tilbrochinolo
P01AA52 Cliochinolo, associazioni

### P01AB Derivati del nitroimidazolo
P01AB01 Metronidazolo
P01AB02 Tinidazolo
P01AB03 Ornidazolo
P01AB04 Azanidazolo
P01AB05 Propenidazolo
P01AB06 Nimorazolo
P01AB07 Secnidazolo
P01AB51 Metronidazolo, associazioni

### P01AC Derivati della dicloroacetamide
P01AC01 Diloxanide
P01AC02 Clefamide
P01AC03 Etofamide
P01AC04 Teclozan

### P01AR Composti dell'arsenico
P01AR01 Arstinolo
P01AR02 Difetarsone
P01AR03 Glicobiarsolo
P01AR53 Glicobiarsolo, associazioni

### P01AX Altri agenti anti amebiasi e altre patologie protozoarie
P01AX01 Chiniofone
P01AX02 Emetina
P01AX04 Panchinone
P01AX05 Mepacrina
P01AX06 Atovaquone
P01AX07 Trimetrexato
P01AX08 Tenonitrozolo
P01AX09 Deidroemetina
P01AX10 Fumagillina
P01AX11 Nitazoxamide
P01AX52 Emetine, associazioni

## P01B Anti-malarici

### P01BA Aminochinoline
P01BA01 Clorochina
P01BA02 Idrossiclorochina
P01BA03 Primachina
P01BA06 Amodiachina

### P01BB Biguanidi
P01BB01 Proguanil
P01BB02 Cicloguanil embonato
P01BB51 Proguanil, associazioni

### P01BC Metanolchinolina
P01BC01 Chinina
P01BC02 Meflochina

### P01BD Diaminopirimidine
P01BD01 Primetamina
P01BD51 Pirimetamina, associazioni

### P01BE Artemisinina e derivati, semplici
P01BE01 Artemisinina
P01BE02 Artemetere
P01BE03 Artesunato
P01BE04 Artemotil
P01BE05 Artenimol

### P01BF Artemisinina e derivati, associazioni
P01BF01 Artemetere e lumefantrina
P01BF02 Artesunato e meflochina
P01BF03 Artesunato e amodiachina
P01BF04 Artesunato, sulfametopirazina e pirimetamina
P01BF05 Artenimolo e piperachina
P01BF06 Artesunato e pironaridina

### P01BX Altri antimalarici
P01BX01 Alofantrina

## P01C Agenti anti-leishmaniosi e tripanosomiasi

### P01CA Nitroimidazolo derivativati
P01CA02 Benznidazolo

### P01CB Composti dell'antimonio
P01CB01 Meglumina antimonato
P01CB02 Sodio stibogluconato

### P01CC Nitrofurano derivati
P01CC01 Nifurtimox
P01CC02 Nitrofurazone

### P01CD Composti dell'arsenico
P01CD01 Melarsoprol
P01CD02 Acetarsolo

### P01CX Altri agenti contro la leishmaniosi e tripanosomiasi
P01CX01 Pentamidina isetionato
P01CX02 Suramina sodica
P01CX03 Eflornitina